# Jeux du Commonwealth de la jeunesse

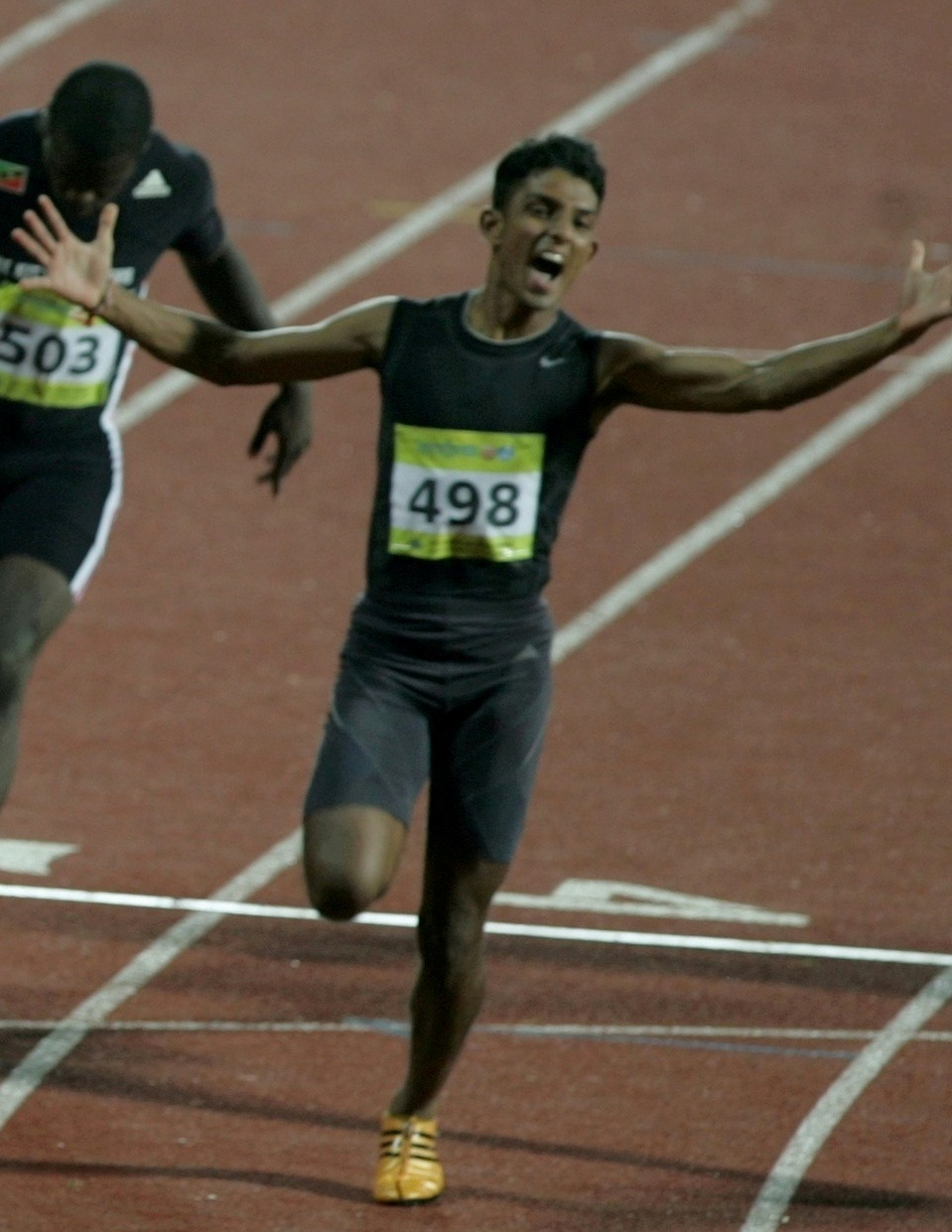
Shehan Ambeypitiya, sprinter srilankais, remportant la médaille d'or au 100 m aux Jeux de la jeunesse du Commonwealth, à Pune en 2008

Les Jeux du Commonwealth de la jeunesse (en anglais : Commonwealth Youth Games ou CYG) sont une version réduite des Jeux du Commonwealth destinée aux enfants et aux jeunes gens.

## Éditions des Jeux de la Jeunesse du Commonwealth
1. 2000 : Édimbourg (Écosse)
2. 2004 : Bendigo (Australie)
3. 2008 : Pune (Inde)
4. 2014 : Scotland
5. 2015 : Apia (Samoa)[1]
6. 2017 : Nassau (Bahamas)
7. 2023 : Trinité-et-Tobago